# Borgarskola
Borgarskola (tyska Bürgerschule) var ursprungligen en skola, avsedd för städernas borgerskap, liksom adelsläroverket (latin collegium illustre, tyska Ritterakademie) för adeln, latinskolan för prästerskapet och folkskolan för allmogen. 
Under medeltiden och reformationstiden hade man sökt tillgodose borgerskapets bildningsbehov genom "skriv- och räkneskolor". Benämningen "borgarskola" verkar ha kommit i bruk genom den berömde pietisten och pedagogen August Hermann Francke (1663–1727).
Borgarskola var en under 1800-talets tidigare del inrättad skolform för allmän medborgerlig bildning. Borgarskolans äldsta föregångare var medeltidens stadsskolor med undervisning i läsning, skrivning, räkning och kristendom som praktiskt alternativ till lärdomsskolan. En motsvarighet på 1600-talet blev skriv- och räkneklasser inom lärdomsskolan, på 1700-talet kallades de apologistklasser och på 1800-talet, med utökade kurser, kallades de apologistskolor. Apologistskola [-'gɪst-] kommer av det nylatinska ordet apologísta , egentligen räknemästare eller lärare i räknekonsten. 1820 skedde en formell uppdelning mellan lärdomsskolor och apologistskolor som främst skulle ge en allmän medborgerlig utbildning. Apologistskolorna avskaffades 1849, eftersom man ansåg att den medborgerliga undervisningen skulle ligga till grund för den lärda, och de uppgick då i läroverken.
Apologistskolornas arvtagare blev således från 1849 läroverkets reallinje, på 1900-talet även real- och mellanskolor. Borgarskolan hade dags- och kvällskurser för ungdom och vuxna samt föreläsnings- och musikverksamhet. I samband med skolreformerna 1950 lades borgarskolorna ned. Den största borgarskolan, Stockholms borgarskola, lades ned år 1971.